# (38810) 2000 RP70
2000 RP70 (asteroide 38810) é um asteroide da cintura principal. Possui uma excentricidade de 0.12786550 e uma inclinação de 3.03064º.
Este asteroide foi descoberto no dia 2 de setembro de 2000 por LINEAR em Socorro.